# Guillem IV d'Alençon
Guillem IV d'Alençon (+ 1203) fou fill de Joan I d'Alençon i suposat successor com a comte d'Alençon del seu germà Joan II d'Alençon. La seva menció com a comte seria un error, ja que el 1171 les cases d'Alençon i de Ponthieu es van dividir a la mort de Guillem I de Ponthieu i III d'Alençon o Guillem III Talvas, i a Ponthieu fou comte el fill gran d'aquest, Guiu I de Ponthieu, el fill del qual, Joan I (de Ponthieu) el va premorir, deixant un fill de nom Guillem que s'hauria confós amb aquest suposat Guillem IV d'Alençon. Un Guillem apareix esmentat com a "comitis Pontivorum" però seria Guillem II de Ponthieu i no Guillem IV d'Alençon
Guillem d'Alençon s'esmenta junt al pare i els seus germans Joan (II) i Robert (III) en la confirmació d'un diploma a l'abadia de Perseigne el 10 d'abril de 1185, i en una carta de donació a l'abadia de Sant Martí de Troarn del 1190, sent senyor de la Roche-Mabile. Es va casar amb una dama de nom Cecília i no se li coneix descendència.
Si hagués estat comte haguera exercit entre la mort del seu germà Joan II i la seva pròpia mort el 1203 i l'hauria succeït el seu germà Robert III d'Alençon.